# Mario Cingolani
Pour les articles homonymes, voir Cingolani.
Mario Cingolani, né le 2 août 1883 à Rome et mort le 8 avril 1971 à Rome), est un homme politique italien Démocrate-Chrétien.
Il est ministre de la défense de mai à décembre 1947 dans le Gouvernement de l'Italie. Il siège dès 1952 à l'Assemblée commune de la Communauté européenne du charbon et de l'acier.

## Biographie
Il est né à Rome le 2 août 1883 de Pollione et Giuseppa Deserti. Après avoir obtenu une licence en chimie à l'Université de Rome, il entreprend une activité didactique et professionnelle appréciée dans ce domaine, qui se poursuit pendant quinze ans jusque dans les années 1920: il est l'assistant du professeur E. Paternò; il fonde et dirige le laboratoire de restauration des documents anciens aux Archives d'État de Rome, qui sera ensuite transformé en Institut de pathologie du livre.
Il est député dans les XXVIe (1921 - 1924) et XXVIIe législature du royaume d'Italie. En 1926, il est déclaré inapte à exercer ses fonctions.
En 1944, il est membre de la Haute Commission pour la répression des crimes et délits du fascisme, dans la section pour l'avocation des bénéfices du régime.
En 1946, il est élu à l'Assemblée constituante dans les rangs de la Démocratie chrétienne (Democrazia Cristiana).
Il est ministre de l'Aéronautique du 13 juillet 1946 au 2 février 1947 dans le gouvernement De Gasperi II et ministre de la Défense du 31 mai 1947 au 15 décembre 1947 dans le gouvernement De Gasperi IV.
En 1948, il est nommé sénateur de droit, sur la base de l'article III des dispositions transitoires et finales de la Constitution de la République italienne.
Il a été réélu au Sénat lors des élections générales de 1953, 1958 et 1963.
Il siège dès 1952 à l'Assemblée commune de la Communauté européenne du charbon et de l'acier.
La Commission d'enquête parlementaire de 1961-1962, créée pour vérifier d'éventuelles irrégularités dans les travaux de l'aéroport de Rome-Fiumicino, et présidée par Aldo Bozzi, censure le travail de Cingolani et de Giulio Andreotti.

### Nominations gouvernementales
- Sous-secrétaire au travail dans le gouvernement Facta I (1922)
- Sous-secrétaire au travail dans le gouvernement Facta II (1922)
- Ministre de l'Aéronautique du gouvernement De Gasperi II (1946-1947)
- Ministre de la Défense du gouvernement De Gasperi IV (1947)

### Bureaux parlementaires

#### Chambre du Royaume d'Italie
IIe Législature de la République italienne
- Membre de la Commission parlementaire pour la surveillance de la radiodiffusion du 6 octobre 1953 au 11 juin 1958

IIIe Législature de la République italienne
- Membre de la Commission parlementaire pour la surveillance de la radiodiffusion du 30 juillet 1958 au 15 mai 1963

#### Assemblée constituante
- Membre du Groupe des démocrates-chrétiens à partir du 15 juillet 1946, Vice-président à partir du 12 février 1947
- Membre du comité du règlement intérieur à partir du 2 juillet 1947
- Membre du Conseil des élections du 26 juin 1946 au 18 juillet 1946

#### Sénat de la République
Ire législature de la République italienne
- Président du Groupe des démocrates-chrétiens du 8 mai 1948 au 24 juin 1953
- Membre de la 3e Commission permanente (Affaires étrangères et Colonies) du 8 mai 1951 au 24 juin 1953

(remplace le sous-secrétaire d'État Tiziano Tessitori jusqu'au 24 juin 1953)
- Membre de la 4e Commission permanente (Défense) :

Membre du 17 juin 1948 au 24 juin 1953
- Membre de la Commission spéciale sur les funérailles et l'enterrement V.E. Orlando du 3 décembre 1952 au 5 janvier 1953
- Membre de la Membres de l'Assemblée parlementaire du Conseil de l'Europe du 27 juillet 1949 au 24 juin 1953
- Membre de la Représentation du Parlement italien à l'Assemblée de la Communauté européenne du charbon et de l'acier (C.E.C.A.) du 21 juillet 1952 au 24 juin 1953

IIe législature de la République italienne
- Vice-président du Sénat du 24 février 1954 au 11 juin 1958
- Membre du Groupe des démocrates-chrétiens du 25 juin 1953 au 11 juin 1958
- Membre de la 3e Commission permanente (Affaires étrangères et Colonies) du 21 juillet 1953 au 27 juillet 1953, Président du 28 juillet 1953 au 8 octobre 1954, Membre du 9 octobre 1954 au 11 juin 1958
- Membre de la Commission spéciale de ratification dl de l'Union de l'Europe occidentale du 20 janvier 1955 au 15 avril 1955
- Membre de la Commission spéciale chargée d'examiner le projet de loi contenant des mesures pour la ville de Rome (no 1296) du 3 février 1956 au 11 juin 1958
- Membre de la Commission parlementaire de surveillance de la radiodiffusion du 6 octobre 1953 au 11 juin 1958
- Membre de l'Assemblée parlementaire du Conseil de l'Europe du 5 mai 1954 au 11 juin 1958

IIIe législature de la République italienne
- Membre du groupe des démocrates-chrétiens du 12 juin 1958 au 15 mai 1963
- Membre de la 3e Commission permanente (Affaires étrangères) du 9 juillet 1958 au 15 mai 1963
- Membre du Comité spécial sur les mesures de capital du 18 novembre 1958 au 16 mars 1959, Président du 17 mars 1959 au 15 mai 1963
- Membre du Comité parlementaire de surveillance de la radiodiffusion du 30 juillet 1958 au 15 mai 1963
- Membre de l'Assemblée parlementaire du Conseil de l'Europe du 27 mai 1959 au 15 mai 1963

IVe législature de la République italienne
- Membre du groupe des démocrates-chrétiens du 16 mai 1963 au 4 juin 1968
- Membre de la 3e Commission permanente (Affaires étrangères) du 3 juillet 1963 au 4 juin 1968

## Source
- (en) Cet article est partiellement ou en totalité issu de l’article de Wikipédia en anglais intitulé « Mario Cingolani » (voir la liste des auteurs).